# Demain (film, 2001)
Pour les articles homonymes, voir Demain.
Pour plus de détails, voir Fiche technique et Distribution.
Demain (Domani) est un film dramatique italien écrit et réalisé par Francesca Archibugi et sorti en 2001.
Il a été présenté au Festival de Cannes 2001 dans la sélection Un certain regard.

## Synopsis
L'histoire se déroule dans un petit village d'Ombrie dévasté par le tremblement de terre de 1997 et se concentre sur la famille de l'adjoint au maire, sa femme et leurs enfants, un charcutier et sa mère, deux jeunes amis, un professeur de collège et un restaurateur britannique. Au cœur de la tragédie, les petits problèmes sont mis en évidence. La gravité de la catastrophe qui semble ne pas avoir de fin apparaît.

## Fiche technique
- Titre français : Demain[2]
- Titre original italien : Domani[3]
- Réalisation : Francesca Archibugi
- Scenario : Francesca Archibugi
- Photographie : Luca Bigazzi
- Montage : Jacopo Quadri (it)
- Musique : Battista Lena
- Décors : Sonia Peng, Mario Rossetti
- Costumes : Paola Marchesin (it)
- Production : Guido De Laurentiis
- Société de production : Cinemello, Rai Cinema, Tele+
- Société de distribution : Warner Bros. Italia, (Italie)
- Pays de production :  Italie
- Langue originale : italien
- Format : Couleurs - 2,35:1 - Son Dolby Digital - 35 mm
- Durée : 88 minutes
- Genre : Drame[2]
- Dates de sortie :
  - Italie : 26 janvier 2001
  - France : mai 2001 (Festival de Cannes) ; 27 octobre 2001 (Festival du film italien de Villerupt)[2]

## Distribution
- Marco Baliani : Paolo Zerenghi
- Ornella Muti : Stefania Zerenghi
- Niccolò Senni : Filippo Zerenghi
- David Bracci : Agostino Zerenghi dit « Ago »
- Patricia Piccinini : Betty
- Valerio Mastandrea : Giovanni Moccia
- Ilaria Occhini : Mme Moccia
- James Purefoy : Andrew Spender
- Anna Wilson-Jones : Claire
- Renzo Giovampietro : Onofri
- Gisella Burinato : surintendante
- Silvio Vannucci : Sandro
- Stella Vordemann : la mère de Tina
- Debora Ciuffi : la mère de Vale
- Giancarlo Pacini : Franco
- Raffaele Vannoli : Polipone
- Paolo Taviani : ministre
- Margherita Porena : Vale
- Michèle Moretti : Tina

## Production
Le film a été tourné à Sellano, en Ombrie.